# Knema oblongata
Knema oblongata är en tvåhjärtbladig växtart. Knema oblongata ingår i släktet Knema och familjen Myristicaceae.

## Underarter
Arten delas in i följande underarter:
- K. o. oblongata
- K. o. parviflora
- K. o. pedunculata